# Guettarda odorata
Guettarda odorata là một loài thực vật có hoa trong họ Thiến thảo. Loài này được (Jacq.) Lam. mô tả khoa học đầu tiên năm 1819.